# Runcinia ghorpadei
Runcinia ghorpadei är en spindelart som beskrevs av Benoy Krishna Tikader 1980. Runcinia ghorpadei ingår i släktet Runcinia och familjen krabbspindlar. Inga underarter finns listade i Catalogue of Life.